# Diari de Girona
Diari de Girona (Dagblad van Girona) is een Catalaanstalig dagblad, uitgegeven door de uitgeverij Prensa Ibérica in Girona, met een oplage van ongeveer 11.200 exemplaren en publiek van ongeveer 50.000 lezers.

## Geschiedenis en voorgangers

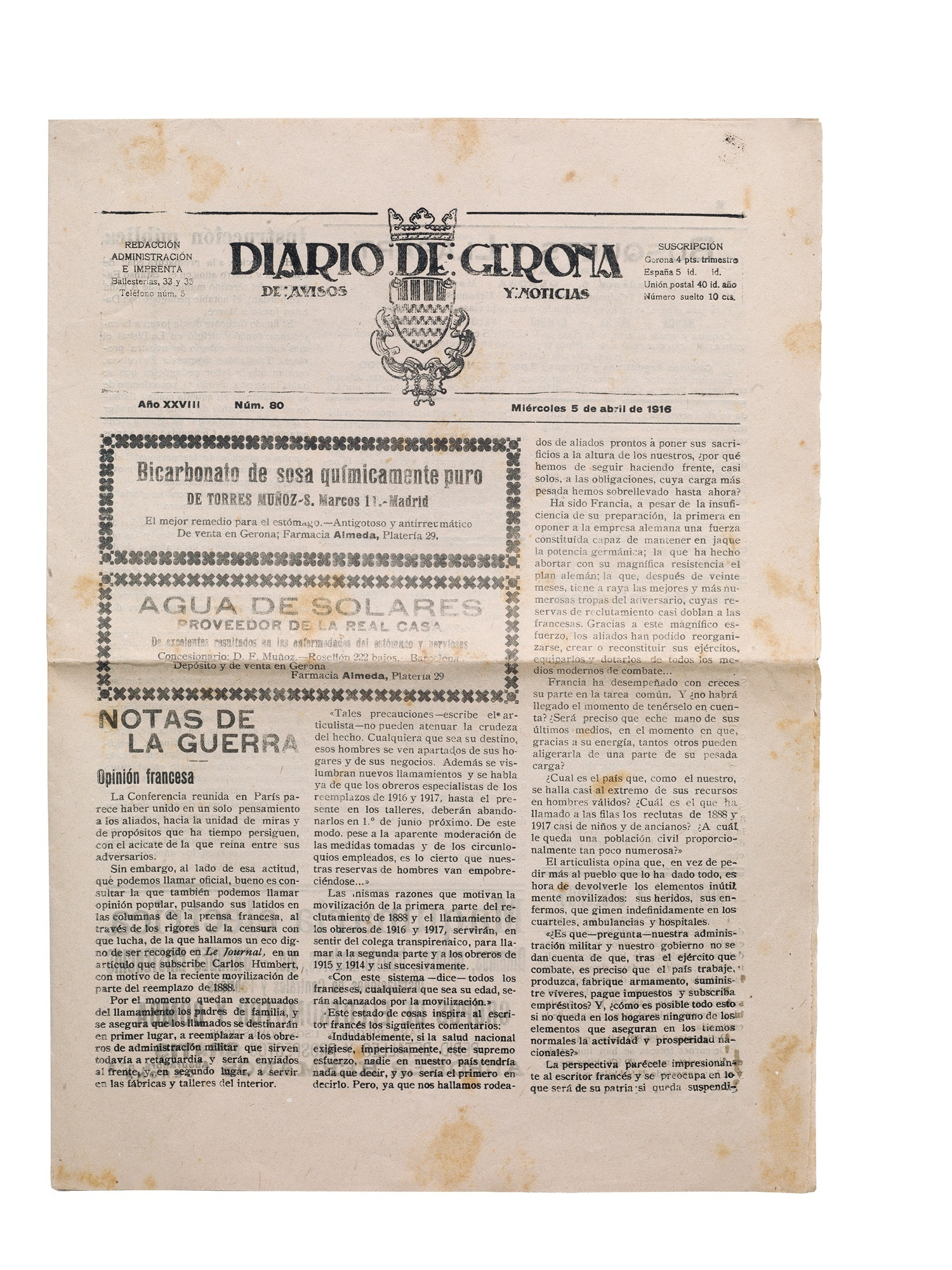
De voorpagina van het Diario de Gerona van 5 april 1916

Het blad ontstond in 1986 na de Spaanse democratische overgang als een omvorming van het Gironese dagblad Los Sitios, een falangistische, regimegetrouwe krant van de eenheidspartij tijdens de dictatuur van Francisco Franco. Los Sitios werd gedrukt op de persen van een andere Gironese krant, L'Autonomista, die door de bezettende troepen in beslag genomen werden.
Van 1808 tot 1809, tijdens de Franse bezetting, verscheen er al een dagblad onder dezelfde titel. Het blad wordt ook gezien als een opvolger van het Diario de Gerona de avisos y noticias van de Lliga Regionalista, dat van 1889 tot 1936 verscheen, waardoor verschillende data als geboortedatum beschouwd worden.  In 1932 kreeg de krant officieel de Catalaanse titel Diari de Girona. Langzamerhand evolueerde het blad en werd het de spreekbuis van de conservatieve maar regionalistische burgerij. Het eerste Diari sloot bij het begin van de burgeroorlog zijn deuren, samen met zijn aartsconcurrent, L'Autonomista.
De vele regimewisselingen die Spanje in de 19de en 20ste eeuw gekend heeft, met al naargelang van het regime een verbod op, dan wel het gedogen of de vrijheid van publicatie in andere Spaanse talen behalve het  Castiliaans, heeft ervoor gezorgd dat de uitgeverstraditie dikwijls onderbroken werd, waardoor niet altijd duidelijk is welke publicatie de opvolger van een vorige is.
Lijst van dagbladen